# Rienk Mast
Rienk Johannes Mast (Groningen, 19 juli 2001) is een Nederlands basketballer. Tussen 2017 en 2019 was hij actief voor de club Donar. Mast speelt meestal op de power-forward-positie.
Tevens speelde hij voor het Nederlands basketbalteam onder 18.

## carrière

### Donar (2017–heden)
De eerste jaren van zijn carrière speelde Mast voor Donar. Op 16-jarige leeftijd maakte Mast zijn debuut voor deze club.. Op 1 februari 2018 maakte Mast 24 punten in een NBB Beker wedstrijd tegen Racing Beverwijk, waarmee hij de jongste topscoorder ooit werd voor Donar. In het seizoen 2017-18 speelde Mast 29 wedstrijden, waarvan hij er 3 in de basis stond. Zijn gemiddelde statistieken in de Dutch Basketball League waren: 3.6 punten en 2.0 rebounds. Op 11 januari 2019 scoorde Rienk 30 punten in het duel tegen Basketball Academie Limburg, hiermee is hij de enige 17-jarige die dit aantal punten scoorde in een competitiewedstrijd in de Nederlandse competitie.
Mast speelde twee wedstrijden in de FIBA Europe Cup, het 4e Europese clubtoernooi.

## Internationale carrière
In 2017 speelde Mast voor het onder-16 en onder-18 Nederlands basketbalteam. Hij speelde op het FIBA Europe onder-16 Europees kampioenschap divisie B, waar hij met zijn team de finale haalde en gekozen werd in het All-Star team van het toernooi. Zijn gemiddeldes op dat toernooi waren: 11.9 punten, 10.1 rebounds en 1.4 assists per wedstrijd.
In 2018 won Mast als aanvoerder van het Nederlands basketbalteam onder 18 het FIBA Europe onder-18 Europees kampioenschap divisie B

## Erelijst
Nederland
- Landskampioen (1) 2018
- NBB-Beker (1) 2018
- Supercup (basketbal) (1) 2018

Individuele prijzen:
- MVP onder 23 (1): 2019
- DBL Most Improved Player (1): 2019
- DBL All-Rookie Team (1): 2018
- 2017 FIBA Europe Under-16 Championship Division B All-Star Team (1): 2017